# Henriette Bellair
Pour les articles homonymes, voir Bellair.
Henriette Bellair, née à Paris le 17 décembre 1904 et morte le 2 juin 1963 à Nantes, est une peintre et illustratrice française.

## Biographie
Fille d'une mère miniaturiste et lithographe et d'un père architecte décorateur, sa famille s'installe à Nantes en 1913 où elle fait des études de littérature et d'histoire avant d'entrer aux Beaux-arts. Devenu professeur de dessin, membre de la Société des artistes français, elle expose des toiles sur le littoral breton et se fait aussi connaître pour ses illustrations d'ouvrages.
On lui doit par ailleurs des lithographies érotiques, tel Les aventures du roi Pausole de Pierre Louys (1929).